# Sentier de grande randonnée 738

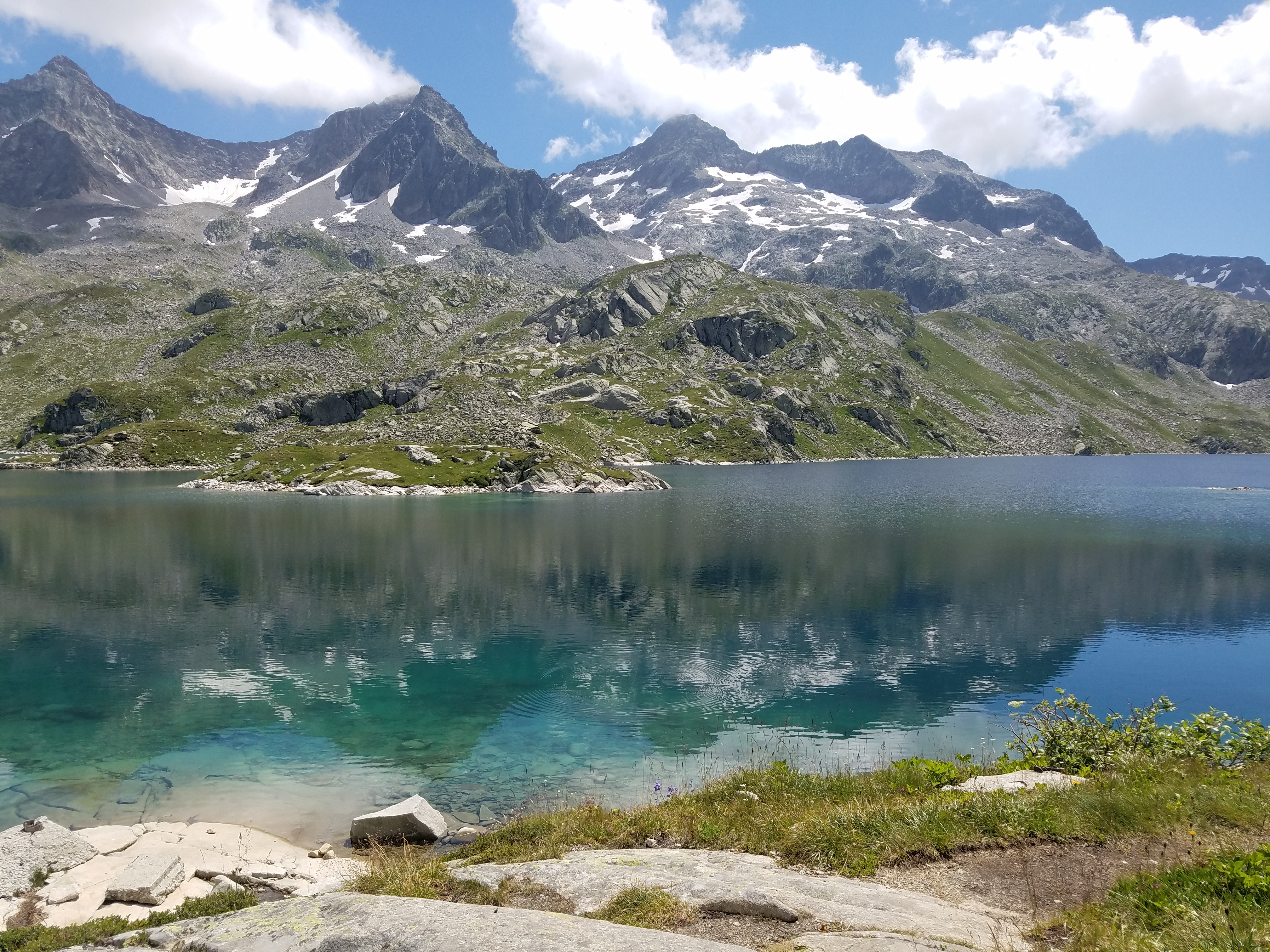
Lacs Cottepens

Le GR738 est un sentier de grande randonnée long de 127 km qui s’étend sur les départements de la Savoie et de l’Isère en reliant Aiguebelle à Vizille.

## Histoire
Autrefois appelé le sentier des bergers, le projet a été lancé par la Fédération des Alpages  pour mettre en valeur les activités pastorales de la chaîne de Belledonne et les relier aux circuits touristiques. Sauvage, la chaîne montagneuse n’est traversée par aucune route et présente de nombreuses combes, des pics acérés et des lacs colorés. Toutes les espèces animales emblématiques du milieu montagnard s’y développent dont le tétras lyre, galliforme des montagnes à forte valeur patrimoniale.
Le GR738 parcourt la totalité de la chaîne de Belledonne structurée autour d'une ligne de crête centrale qui oscille entre 2 500 mètres  et 2 977 mètres d'altitude. Avec ses 11 000 mètres de dénivelé positif, ce GR se situe parmi les grandes traversées ultra-sportives aux côtés du GR20 ou du GR54.
Le GR738 peut se parcourir dans sa totalité en  11 jours de randonnée. Il a été homologué le 1er mars 2017 et inauguré le 22 juin 2018. Un topoguide a été publié par la Fédération française de la randonnée pédestre (FFRP)

## Étapes

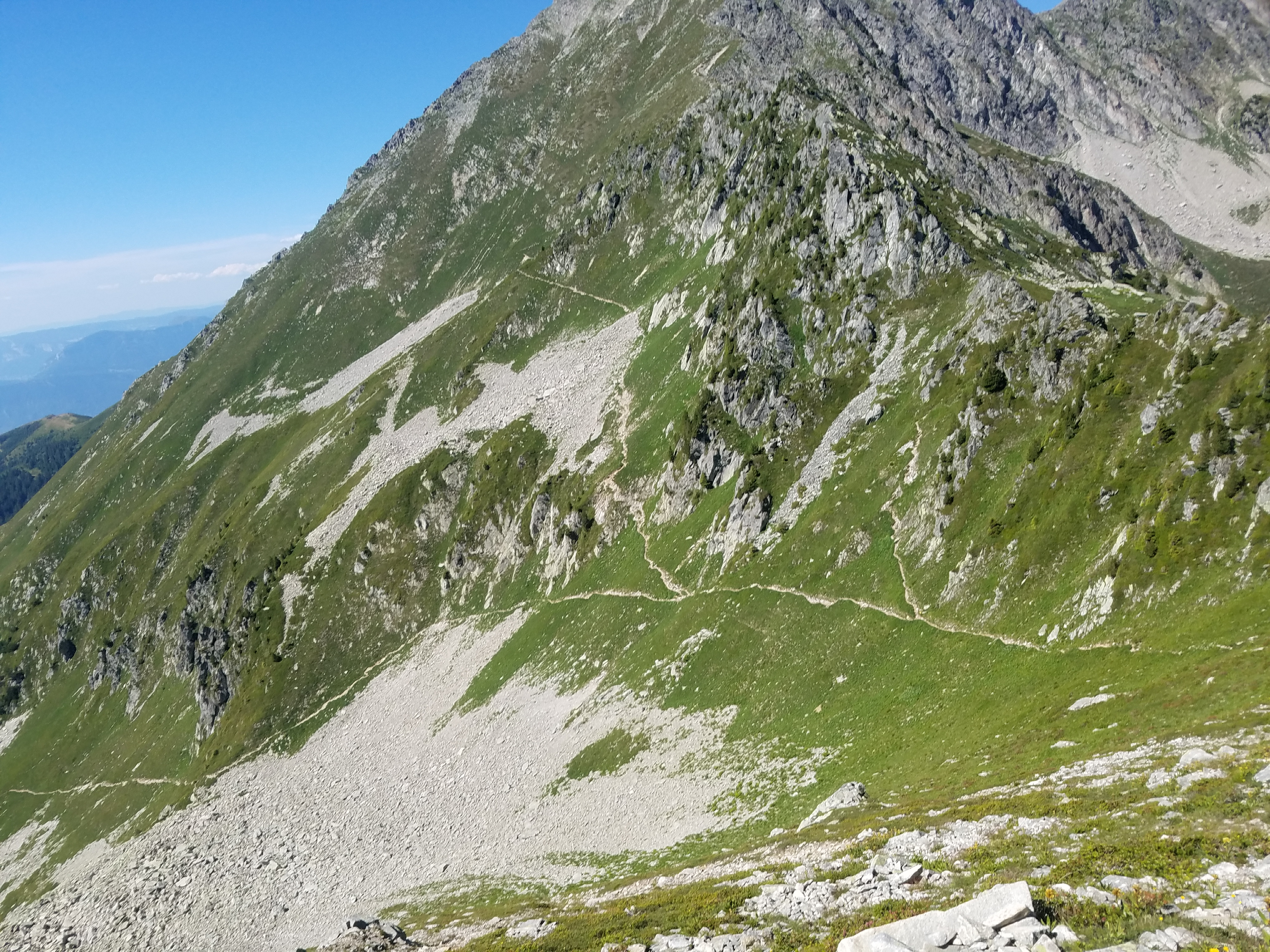
Sentier du GR738 longeant les pentes des Grands Moulins

Le GR738 compte 11 étapes traditionnellement faites en 11 jours, même si les randonneurs les plus aguerris peuvent facilement diviser le nombre de jours ,.
- Étape 1 : Le départ de la Grande Randonnée est situé à Aiguebelle et a pour objectif de rallier Le Pontet en passant par le col du Grand Cucheron. Lors de la randonnée l'on peut apercevoir l'ancien fort de Montgilbert. Les tourbières et forêts de Montendry et de Montgilbert sont classées espace naturel protégé et Natura 2000. Il n'y a pas de refuge pour dormir au Pontet. Cette première étape est longue de 14 km, dure 6h et cumule +1300m et -750m de dénivelés.
- Étape 2 : Cette deuxième étape relie Le Pontet au refuge de la Perrière au travers des alpages. Le refuge non gardé de la Perrière contient 18 places et a été rénové en juin 2020 par l'association Tous à Poêle[10]. Cette étape à une durée de 8h et possède un dénivelé positif de +1800m pour un négatif de -900m sur une distance de 16km.
- Étape 3 : Au départ du refuge de la Perrière en Savoie jusqu'au refuge gardé de la Pierre du Carre côté Isère, cette étape offre de nombreux petits cols comme celui de la Freche (2183m), d'Arpingnon (2276m) puis de Claran (1956m). Les dénivelés positifs +1300m et négatifs -1400m s'enchainent durant 7h et 12 km.
- Étape 4 : Allant du refuge de la Perrière au refuge gardé de L'Oule en passant par le petit hameau de Gleyzin, cette quatrième étape parcourt 15km, +1290m et -1370m dénivelés durant 7h30.
- Étape 5 : Du refuge de L'Oule jusqu'au hameau de Fond de France où il est possible de passer la nuit dans le gite de la Martinette. L'étape passe tout d'abord par le petit lac du Léat et son refuge puis par le refuge de la Petite Valloire avant de redescendre dans la vallée du Haut Bréda. Ce 5ème jour possède des dénivelés +810m et -1400m durant 6h et 11km.
- Étape 6 : Pour ce sixième jour, l'étape part du gite de la Martinette et a pour but d'atteindre le refuge gardé des 7 Laux. Il faut compter 3h minimum pour monter les +1100m de dénivelé sur 6,5km et arriver au refuge. Les lacs Carré, de la Motte et de Cottepens entourent le refuge.
- Étape 7 : Partant du refuge des Sept Laux, la septième étape emmène jusqu'au refuge gardé du Habert d'Aiguebelle en passant par le point culminant du GR738, le col de la Vache (2556 m). Le parcours et ses pierriers est propice à la rencontre de bouquetins. Il dure 5h est long de 9km et offre +600m et -1025m de dénivelés.
- Étape 8 : Le départ du parcours depuis Le Habert d'Aiguebelle se finit au refuge Jean Collet qui est aussi gardé. Cette étape contient la brèche de la Roche Fendue (2480m) et le col de la Mine de Fer (2400m). Les dénivelés sont assez équilibrés +1060m/-875m sur une étape de 5h50 et 8,5km.
- Étape 9 : Cette neuvième étape nous conduit, au départ du refuge Jean Collet, au refuge gardé de la Pra. Cet itinéraire passe par le col de la Sitre (2120m) et le col du Loup (2362m) puis par le lac du Crozet. La randonnée a une durée de 4h30 sur 7km et ses dénivelés sont de +950m/-780m.
- Étape 10 : Cette avant-dernière étape part de la Pra pour rallier le Recoin qui est le hameau de la station Chamrousse. Cet itinéraire suit celui de l'ancien GR549 et passe par le lac Robert et le haut de la station de Chamrousse dont une partie est classifiée Natura 2000 Sud Belledonne. Cette étape de 8,5km prend environ 3h15 à être accomplie et contient +475m et -915m de dénivelés.
- Étape 11 : Au départ du Recoin et se terminant à Vizille. La redescente se fait dans la forêt et arrive ensuite sur le château de Vizille qui signe la fin du GR. Cette étape est donc forte en dénivelés négatifs -1785m pour +410m et a une durée de 5h30 pour 17km[8],[9].

## GR de pays

### Tour du pays d'Allevard
Le Tour du pays d'Allevard permet une découverte la chaine de Belledonne et de la vallée du Haut-Breda. Celui-ci forme une boucle de 78km dont le départ et l'arrivée se trouvent à Allervard-les-Bains, il est balisé par les couleurs rouge et jaune. Les étapes à la journée sont au nombre de 6 mais il est facile de faire le tour en 3 ou 4 jours,.

### Tour des lacs des 7 Laux
Ce Gr de pays est le second du massif de Belledonne, il faut compter 2 à 3 jours pour parcourir ses 39km. Le départ se situe à Prapoutel qui fait partie de la station des Sept Laux, le tracé est balisé par des marques rouges et jaunes. Il est aussi possible d'accéder à la boucle par Le Pleynet ou la rivière d'Allemont. L'itinéraire passe par les principaux lacs des 7 Laux (7 lacs) et regroupe dans sa totalité +2560m et -2725m de dénivelés,.

## Ultra-trail L'Échappée Belle
L'ultra-trail de L'Échappée Belle se déroule tous les ans en août. Au départ de Vizille pour arriver jusqu'à Aiguebelle, il suit en grande partie le tracé du GR738 sur 144km et 11000 mètres de dénivelés positifs. Le record actuel est détenu par François D'Haene avec le temps de 23h55'11 effectué en 2019.